# Bras (segment de membre)
Pour les articles homonymes, voir Bras.
En anatomie, le bras (parfois arrière-bras) est la partie du membre supérieur humain comprise entre l'épaule (qui l'attache au tronc) et le coude (qui l'attache à l'avant-bras). Dans le langage courant, le terme « bras » peut référer au membre supérieur dans sa totalité.

## Anatomie

### Squelette

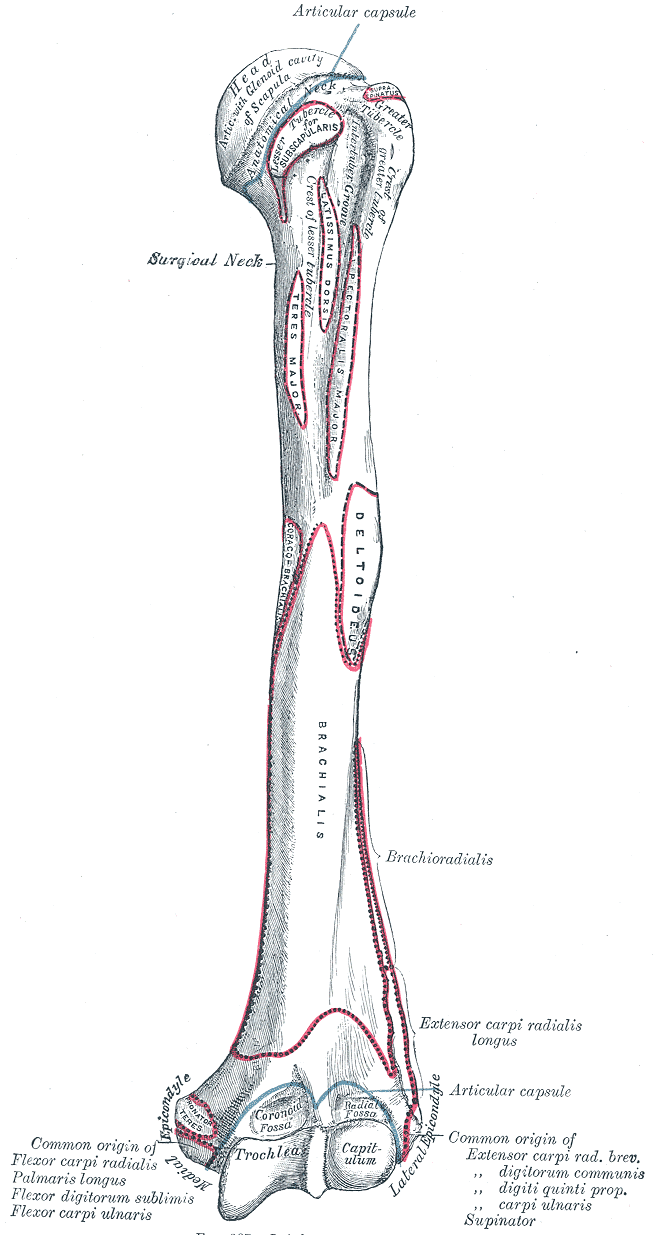
Humérus gauche vu de face

Le bras ne comporte qu'un seul os, l'humérus. Il s'articule en haut avec la scapula (ou omoplate), formant une des articulations de l'épaule, et en bas avec l'ulna (ou cubitus) et le radius, au niveau du coude.

### Musculature
Les muscles du bras sont répartis dans deux loges séparées par deux cloisons intermusculaires (médiale et latérale) : la loge antérieure, en avant de l'humérus, et la loge postérieure, en arrière de l'humérus.

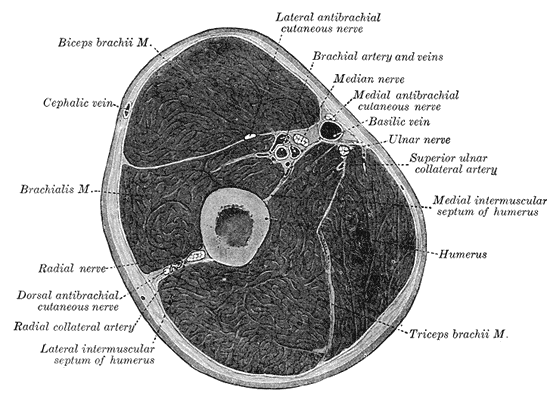
Coupe transversale du bras droit

La loge antérieure du bras contient trois muscles : le biceps brachial, le coracobrachial et le brachial (ou brachial antérieur). Le muscle biceps brachial, constitué de deux chefs, ne s'insère pas sur l'humérus mais sur la scapula en haut et sur le radius en bas ; il permet la supination de l'avant-bras et la flexion du coude. Le muscle coracobrachial s'insère sur la scapula en haut et sur l'humérus en bas ; il joue un rôle dans la flexion antérieure de l'épaule. Le muscle brachial s'insère sur l'humérus en haut, et sur l'ulna en bas ; sa fonction est la flexion du coude.
La loge postérieure du bras contient un seul muscle, le triceps brachial, constitué de trois chefs musculaires ; il s'insère en haut sur la scapula et l'humérus, et en bas sur l'ulna ; sa fonction est l'extension du coude.

### Vascularisation

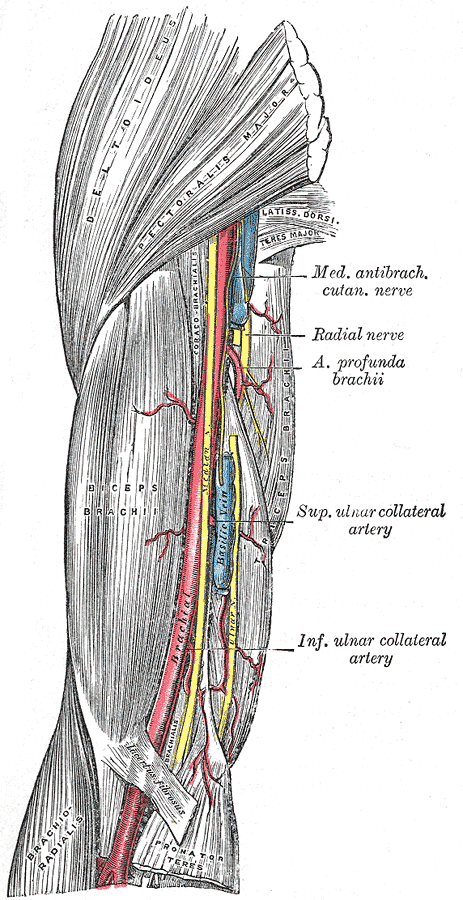
Bras droit, trajet de l'artère brachiale

Le bras livre passage aux vaisseaux suivants : en profondeur, l'artère brachiale (ou humérale) ainsi que les veines brachiales (ou humérales) ; en superficie, les veines céphalique et basilique. L'artère brachiale donne comme branche collatérale principale l'artère profonde du bras.

### Innervation
Le bras livre passage à plusieurs nerfs. En avant ou en dedans, sont situés les nerfs médian, musculocutané, ulnaire (ou cubital), cutané médial du bras et cutané médial de l'avant-bras. En arrière, on trouve le nerf radial, qui donne notamment des branches musculaires et cutanées (les nerfs cutané latéral inférieur du bras, cutané postérieur du bras et cutané postérieur de l'avant-bras). Les nerfs qui participent à l'innervation des structures du bras sont essentiellement les nerfs musculocutané (loge antérieure), cutané médial du bras (superficie) et radial (loge postérieure et superficie).

## Dans les arts
Représenter des bras ballants en peinture est historiquement, depuis le Moyen Âge, réservé au Christ, de nombreuses Pietà montrant sa dépouille allongée descendue de la croix, avec un tel positionnement de bras. La Mort de Marat (1793) de Jacques-Louis David est la première toile à représenter un personnage humain dans une telle position. Dans L'Absinthe (1875-1876) d'Edgar Degas cette posture passe au petit peuple, une femme anonyme étant représentée en train de boire, l'air perdu avec les bras ballants.